# Pierre-Simon Fournier
Pierre-Simon Fournier (Parigi, 15 settembre 1712 – Parigi, 8 ottobre 1768) è stato un incisore, tipografo e fonditore di caratteri francese.

## Biografia
Pierre-Simon Fournier, che si firmava Fournier le jeune, appartenne a una famiglia di fonditori di caratteri e di tipografi. Partecipò in pieno clima illuministico alla vita intellettuale francese, contribuendovi con scritti e trattati sull'arte della stampa e con collaborazioni a i primi giornali. 
I Fournier furono, insieme ai Didot, la famiglia di tipografi-editori francesi più importanti del Settecento. Per l'alto pregio della carta, per l'estrema accuratezza nella revisione dei testi, per l'eleganza dei caratteri, le edizioni prodotte da queste famiglie anticipano quelle di Giovanni Battista Bodoni, attivo a Parma verso la fine del secolo.

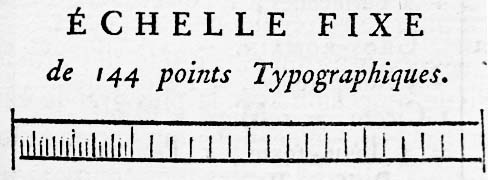
La scala di Fournier

Nel 1737, basandosi su un'intuizione di Sébastien Truchet, diede una prima definizione di punto tipografico, pubblicando una Table des Proportions qu'il faut observer entre les caractères. La teorizzazione definitiva fu pubblicata nel suo Manuel typographique, uno dei primi e più importanti della storia della stampa, da lui stesso impresso e pubblicato, in due volumi, nel 1764-1766.

## Opere
- Manuel typographique, utile aux gens de lettres & à ceux qui exercent les différentes parties de l'art de l'imprimerie, 2 voll., A Paris, imprimé par l'auteur, rue des Postes, & se vend chez Barbou, rue S. Jacques, 1764-66.